# وادسورث باسک
سر وادسورث باسک (۳ ژانویه ۱۷۳۰ – ۱۵ دسامبر ۱۸۱۱) دادستان کل جزیره من از ۱۷۷۴ تا ۱۷۹۷ بود. او در سال ۱۷۸۱ شوالیه شد.
او در سال 1744 وارد معبد میدل شد و در سال 1755 به کافه فراخوانده شد .
پس از حرفه خود به عنوان دادستان کل، او خزانه دار معبد میدل شد .

## خانواده
او پسر تاجر پشم سوئدی یاکوب هانس باسک که تابعیت بریتانیایی داشت و ریچل وادسورث بود. برادر بزرگتر او، هانس باسک (1718-1792)، پدربزرگ بارون هاتون بود . وادسورث باسک در ژانویه 1756 با آلیس پریش ازدواج کرد. او در یک تصادف در سال 1776 درگذشت. خانواده او اصالتاً اهل لیدز بودند و فرزندانش شامل هانس باسک  و رابرت باسک (1768-1835) بودند که دفتر خاطرات پسر مدرسه‌ای آنها در موزه خاطرات مانکس نگهداری می‌شود.
سر وادسورث در سال 1787 با همسر دوم خود سارا ازدواج کرد. لیدی باسک در 81 سالگی خود در باث در سال 1819 درگذشت.
او پدربزرگ دانشمند جورج باسک بود .
1. ↑  "Welsh Journals - Radnorshire Society transactions, Vol. 28, 1958". journals.library.wales (به انگلیسی). Retrieved 2024-09-20.